# 과녁

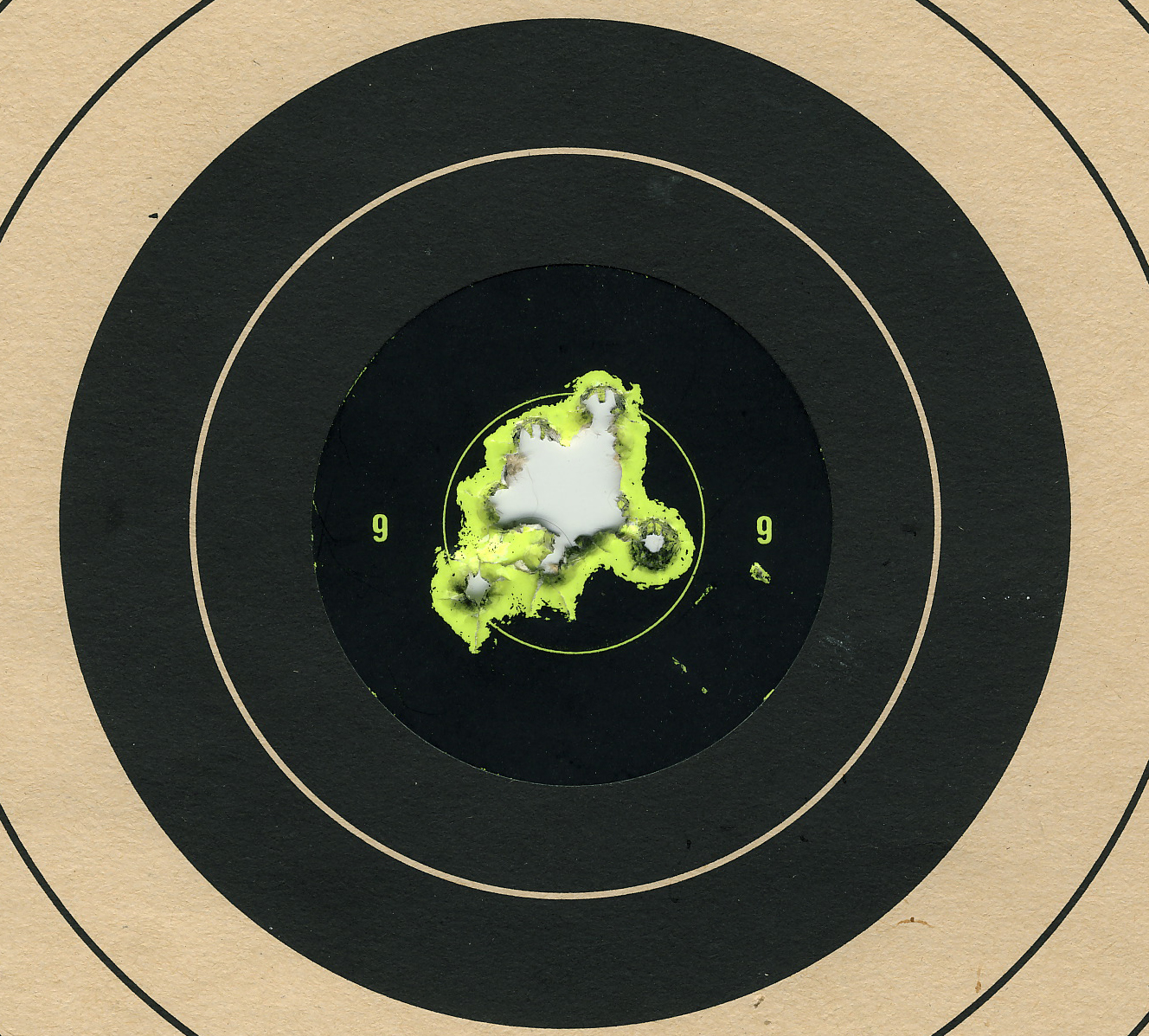
스플래터 타입의 종이 과녁

과녁은 피스톨, 소총, 산탄총, 그리고 기타 사격 스포츠, 다트, 타깃 아처리, 쇠뇌 쏘기, 기타 비화기 관련 스포츠에 사용되는 다양한 형태와 모양을 지닌 물체이다. 중심부는 한복판(bullseye)으로 부른다. 과녁은 예를 들면 종이, 자체 치유 고무, 강철로 만들어질 수 있다. 전자적으로 피드백을 주기 위한 전자식 과녁도 존재한다.

## 같이 보기
- 궁도#과녁